# Jordan Jordanov (antropólogo)
Jordan Jordanov (en búlgaro: Йордан Йорданов; Sofía, Bulgaria, 6 de noviembre de 1938-22 de febrero de 2022), fue un odontólogo y antropólogo búlgaro. Fue director del Instituto de Morfología y Antropología Experimental de la Academia de Ciencias de Bulgaria, la única institución científica en el país que se ocupa de la antropología. Fue autor de monografías independientes, publicaciones científicas, reconstrucciones antropológicas plásticas de tejidos blandos de la cabeza, exposiciones antropológicas y exposiciones individuales. Sus reconstrucciones se han presentado en Japón, Francia, Estados Unidos, Alemania y Rusia. 

## Galería

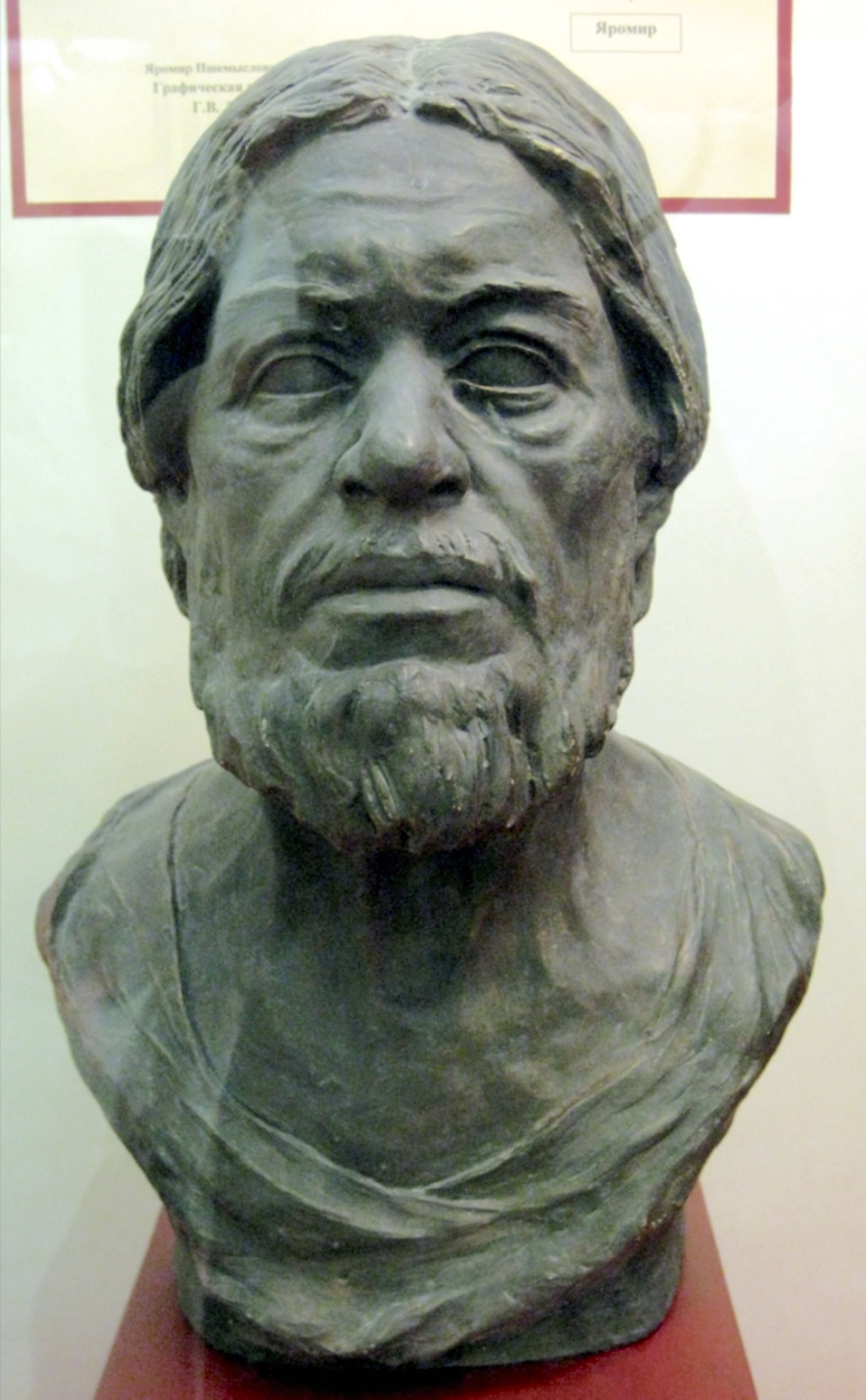
Reconstrucción facial del zar Samuel.
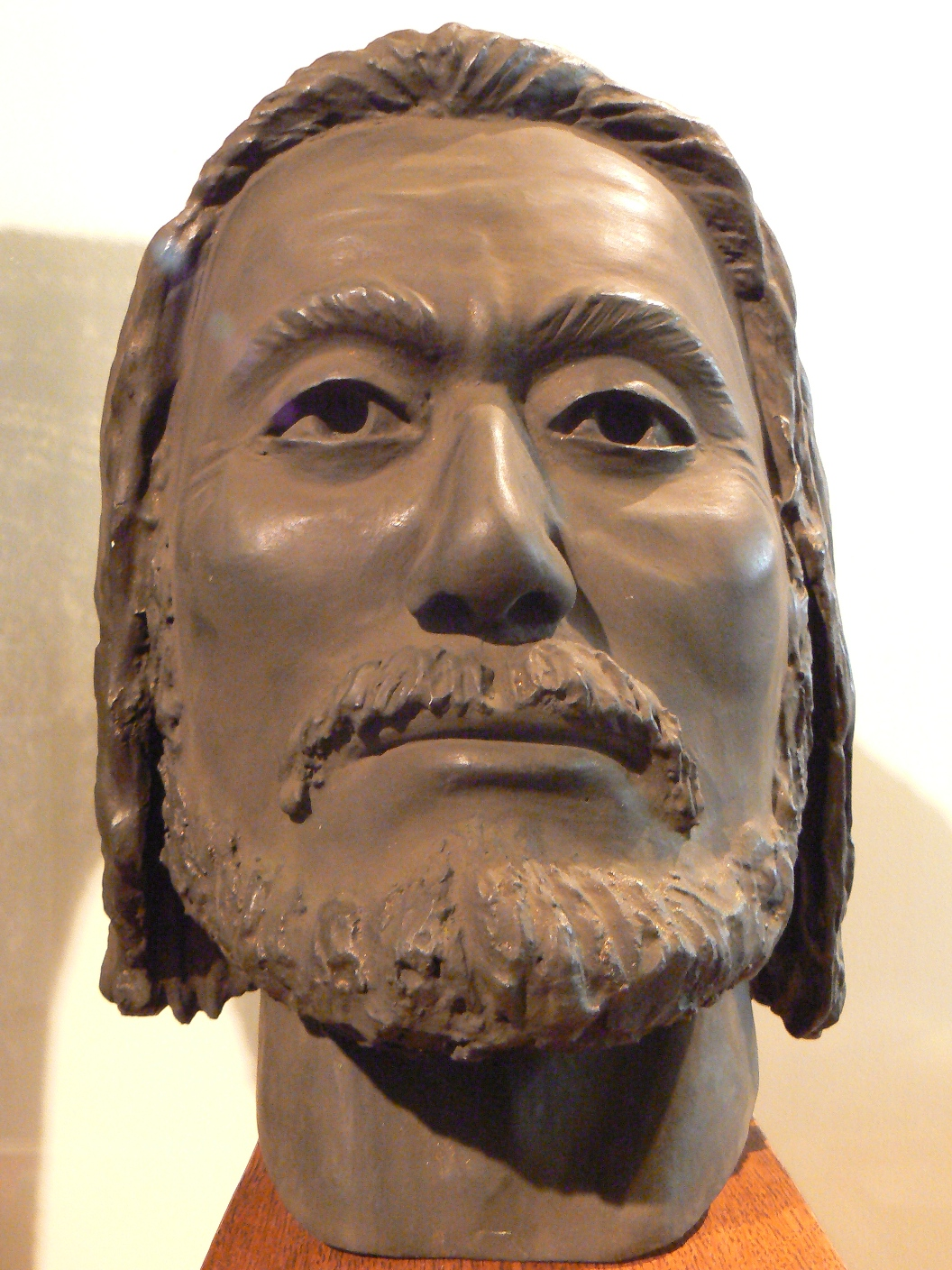
Reconstrucción facial del zar Kaloján.